# La Mécanique du cœur (album)
Pour les articles homonymes, voir La Mécanique du cœur.
Albums de Dionysos
Monsters in Love Bird 'n' Roll
Singles
1. Tais-toi mon cœur
Sortie : novembre 2007
2. L'Homme sans trucage
Sortie : avril 2008

La Mécanique du cœur est le sixième album studio du groupe de rock français Dionysos, enregistré d'après le roman du même nom. Il est sorti le 5 novembre 2007. L'album a été vendu à plus de 75 000 exemplaires (disque d'or). 
La Mécanique du cœur est une retranscription du roman homonyme de Mathias Malzieu. Il a aussi été adapté au cinéma sous le titre Jack et la mécanique du cœur, sorti en France le 5 février 2014.

## Contexte
L'album est organisé selon le schéma classique d'un conte, à l'instar de l'album précédent, Monsters in Love. Il peut être considéré comme une préquelle à celui-ci : on y retrouve certains personnages tels que Giant Jack et Miss Acacia. 
L'album est une retranscription du roman de Mathias Malzieu : les personnages et l'intrigue de l'histoire sont les mêmes que dans l'album. À ce titre, il peut est considéré comme la bande sonore de ce dernier. En revanche, la fin de l'album et la fin du roman sont différentes ainsi que le déroulement exact des événements : en effet, dans le roman, Jack rencontre Méliès après Jack l'éventreur ; dans l'album, c'est l'inverse.
Les différents personnages du roman sont incarnés sur l'album par des artistes invités : Emily Loizeau qui incarne le Docteur Madeleine, Arthur H qui incarne Arthur, Olivia Ruiz qui incarne Miss Acacia, Rossy de Palma et Babet qui incarnent Anna et Luna, Grand Corps Malade qui incarne Joe, Jean Rochefort qui incarne Méliès, Alain Bashung qui incarne Jack l'éventreur et Éric Cantona qui incarne Giant Jack.
La violoniste du groupe, Babet (Élisabet Maistre), apparait seulement sur le morceau Cunnilingus mon amour ! en raison de son indisponibilité lors de l'enregistrement de l'album. En effet, elle était alors en train de travailler sur son album solo. Toutefois, elle est présente lors de la tournée du groupe à partir de mars 2008.
L'album a été arrangé par Olivier Daviaud qui a aussi vivement participé à l'album en jouant de plusieurs instruments. La pochette du disque a été réalisée par Karim Friha et Joann Sfar. Le graphisme est de André Palais et la calligraphie de Nicolas Wiel.

## Anecdotes
- Le titre Whatever the Weather porte le même nom que l'album live de Dionysos durant la période Western sous la neige.
- Deux titres de l'album ont eu un plus grand succès et ont fait l'objet d'un clip : le premier est Tais-toi mon cœur, enregistré à nouveau pour l'occasion pour offrir à Olivia Ruiz un rôle plus important dans la chanson (plus de texte). Ainsi cette nouvelle version se rapproche plus de la version « live ». Le deuxième est L'Homme sans trucage, joué notamment lors des victoires de la musique en 2008.
- La musique de fond d'Épilogue est la même que celle qui a entamé le concert de Dionysos au Zénith de Paris en 2006 avec la Synfonietta de Belfort. Ainsi on peut retrouver ce morceau dans l'album Monsters in Live. Si l'on analyse plus amplement avec le contexte, ce morceau précédait Giant Jack, ainsi on peut faire la liaison entre La Mécanique du cœur et Monsters in Love débutant par Giant Jack : on retrouve la métamorphose de Little Jack en Giant Jack.
- Les textes de Thème de Joe et de Le Retour de Joe sont de Grand Corps Malade. Les paroles de Candy Lady ont été écrites par Mathias Malzieu et Olivia Ruiz.

## Titres de l'album
| No  | Titre                                                           | Durée |
| --- | --------------------------------------------------------------- | ----- |
| 1.  | Le Jour le plus froid du monde (avec Emily Loizeau)             | 4.53  |
| 2.  | La Berceuse hip hop du docteur Madeleine (avec Emily Loizeau)   | 3.38  |
| 3.  | When The Saints Go Marchin'in (avec Arthur H)                   | 2.51  |
| 4.  | Flamme à lunettes (avec Olivia Ruiz)                            | 5.11  |
| 5.  | Symphonie pour horloge cassée                                   | 2.39  |
| 6.  | Cunnilingus mon amour ! (avec Babet en duo avec Rossy de Palma) | 3.00  |
| 7.  | Thème de Joe (avec Grand Corps Malade)                          | 2.14  |
| 8.  | L'École de Joe                                                  | 2.57  |
| 9.  | L'Homme sans trucage (avec Jean Rochefort)                      | 3.22  |
| 10. | La Panique mécanique (avec Alain Bashung)                       | 4.06  |
| 11. | King of the Ghost Train                                         | 2.16  |
| 12. | Mademoiselle Clé (avec Olivia Ruiz)                             | 2.55  |
| 13. | Candy Lady (avec Olivia Ruiz)                                   | 3.50  |
| 14. | Le Retour de Joe (avec Grand Corps Malade)                      | 2.08  |
| 15. | Death Song                                                      | 3.16  |
| 16. | Tais-toi mon cœur (avec Olivia Ruiz)                            | 2.33  |
| 17. | Whatever the Weather                                            | 3.21  |
| 18. | Épilogue + Hamac of Clouds (avec Éric Cantona)                  | 4.27  |

## Musiciens et instruments de l'album

### Principaux musiciens
- Mathias Malzieu : chant, ukulélé, guitare folk, glockenspiel
- Michael Ponton : guitare, scratchs, programmations, ukulélé
- Éric Serra-Tosio : batterie, percussions, sifflet
- Olivier Daviaud : violoncelle, chœurs, piano, mélodica, glockenspiel, mellotron, claviers, piano jouet
- Stéphan Bertholio : banjo, scie musicale, claviers, basse, glockenspiel, ukulélé, guitare baryton, lapsteel
- Guillaume Garidel : contrebasse, basse

### Musiciens additionnels
- Blaise Margail : trombone, beat box
- Martin Saccardy : trompette, bugle
- Gérard Tempia Bonda : violon
- Michael Schick : clarinette, clarinette basse, flûte
- Stéphane Blanc : contrebasse
- Bertrand Belin : banjo, theremin

## Tournée
La tournée de La Mécanique du cœur s'est déroulée entre 2007 et 2008 à travers toute la France et quelques autres pays d'Europe. Le concert débutait par des bruits d'horloges mécaniques accompagnés d'un décor d'engrenages dansants. Le concert commençait systématiquement par la chanson King of the Ghost Train, suivie de la chanson nommé Le Jour le plus froid du monde. Puis venait Song For Jedi. Ce trio revenait très souvent au début des concerts. Pour ce qui est des anciennes chansons, la tournée a vu renaître des chansons vieilles de l'époque Haïku ou Western sous la neige : on pouvait donc écouter des versions modernisées de Wedding Idea ou encore de Tokyo Montana. La Métamorphose de Mister Chat, elle, était systématiquement présente au même titre que L'Homme sans trucage. Concernant les versions des chansons, L'Homme qui pondait des œufs a eu une place dominante dans les concerts car suffisamment longue pour permettre à Mathias Malzieu de se jeter dans la foule. Une extension a aussi été effectuée pour la chanson « phare » du concert : Giant Jack qui est passée à une version d'environ 15-20 minutes. Giant Jack a ainsi remplacé la chanson Coccinelle 2 qui terminait rituellement un concert de Dionysos auparavant. En ce qui concerne Tais-toi mon cœur, cette chanson a connu une transformation vers une version plus électrique pour la scène.
Le concours du « Ta gueule le chat » est revenu durant ces concerts. Mais cette fois il a eu une sorte de concurrent. En effet, sur la chanson Cunnilingus mon amour !, Mathias Malzieu demandait à son public lorsque la musique était jouée durant le concert de crier « Cunnilingus mon amour ! ». 
Pour cette tournée, Dionysos s'est entouré de trois musiciens additionnels jouant respectivement de la trompette, du trombone et du piano (ou clavier plus globalement). Ainsi les versions de toutes les chansons ont eu le droit à un remodelage permettant d'intégrer ces nouveaux instruments. Sur scène, le trompettiste était nommé David, le tromboniste Stéphano no 2 et le pianiste Frédéric, leurs vrais noms étant respectivement David Dupuis, Stéphane Montigny et Frédéric Ozanne.
Le point d'orgue de la tournée s'est certainement effectuée au Zénith de Paris en 2008 avec la présence d'invités exceptionnels présents sur l'album tels Olivia Ruiz, Arthur H, Rossy de Palma, Grand Corps Malade et Éric Cantona. Mais des invités surprises ont aussi eu leur place tels Coming Soon et Andy du groupe Houdini. Pour ce concert exceptionnel, le groupe s'est entouré de quatre cuivres et d'un violoncelliste : Olivier Daviaud. La présence des invités a permis de jouer en live le Thème de Joe, Le Retour de Joe ainsi qu’Épilogue. Éric Cantona a aussi eu le rôle de Giant Jack durant sa chanson éponyme. On peut aussi remarquer que la chanson où Mathias saute pour la première fois dans le public, habituellement L'Homme qui pondait des œufs, s'est retrouvée remplacée par When the saints go Marchin'in avec Arthur H.
En 2009, le groupe annonçait effectuer une tournée acoustique pour La Mécanique du cœur, mais celle-ci s'est avérée être plutôt une tournée best-of. On peut néanmoins noter que les musiques suivantes de l'album ont été jouées : Le Jour le plus froid du monde, Flamme à lunettes, Candy Lady, Hamac of Clouds, L'Homme sans trucage, Whatever the Weather et King of the Ghost Train.